# Tuhualita
La tuhualita és un mineral de la classe dels silicats, que pertany i dona nom al grup de la tuhualita. Rep el nom de Tuhua, un volcà de Nova Zelanda, la localitat tipus per a aquesta espècie.

## Característiques
La tuhualita és un silicat de fórmula química NaFe2+Fe3+Si₆O15. Cristal·litza en el sistema ortoròmbic.
Segons la classificació de Nickel-Strunz, la tuhualita pertany a «09.DN - Inosilicats amb 6 cadenes dobles periòdiques» juntament amb els següents minerals: emeleusita, zektzerita, semenovita-(Ce) i ashcroftina-(Y).

## Formació i jaciments
Va ser descoberta al volcà Tuhua, a la badia de Plenty (Nova Zelanda). També ha estat descrita a l'illa italiana de Pantel·leria (Sicília), al massís de Khaldzan Buragtag (Província de Khovd, Mongòlia) i a la glacera Dara-i-Pioz (Tadjikistan). Aquests indrets són els únics de tot el planeta on ha estat descrita aquesta espècie mineral.